# AS-203
AS-203 (ali SA-203) je bil polet rakete nosilke Saturn IB brez človeške posadke v Nasinem Programu Apollo. Včasi se neuradno imenuje Apollo 2 (angleško Apolon 2). Odprava se je začela 5. julija 1966 in je trajala šest ur na Zemljinem tiru.

## Cilji odprave
Glavni cilj poleta AS-203 je bil raziskati vplive breztežnosti na pogonsko gorivo v tanku S-IVB. Vzrok za to je bil v tem, da so kasneje stopnjo S-IVB uporabili pri pospeševanju z Zemljinega tira proti Luni. Inženirji so želeli videti kaj bo naredil kapljevinski vodik v tanku - ali bo ostajal na enem mestu ali pa se bo celo močno pretakal. V tanku S-IVB je bilo nameščenih 83 zaznaval in dve kameri, ki sta snemali kaj se dogaja z gorivom.
Ker je bil to inženirski polet, Komandno-servisnega modula (CSM) ni bilo. To je bil tudi prvi polet novega tipa inštrumentalne enote, ki je nadzorovala rakete Saturn med izstrelitvijo, in prva izstrelitev rakete nosilke Saturn IB s ploščadi 37B.